# 東莞郡
東莞郡（とうかん-ぐん）は、中国にかつて存在した郡。後漢末から南北朝時代にかけて、現在の山東省中部に設置された。

## 概要
後漢の建安初年、琅邪郡と斉郡が分割されて東莞郡が立てられた。東莞郡は徐州に属し、郡治は東莞県に置かれた。
晋のとき、東莞郡は東莞・朱虚・営陵・安丘・蓋・臨朐・劇・広の8県を管轄した。
南朝宋のとき、東莞郡は南兗州に莒・諸・東莞の3県を管轄した。
北魏のとき、東莞郡は南青州に属し、莒・東莞・諸の3県を管轄した。
北斉のとき、東莞郡は廃止された。後に義唐郡が置かれた。
583年（開皇3年）、隋が郡制を廃すると、義唐郡は廃止されて、沂州に編入された。

## 南東莞郡
本節では、現在の江蘇省常州市一帯に設置された南東莞郡について述べる。東晋の明帝のとき、南東莞郡が僑置された。南朝宋のとき、南東莞郡は南徐州に属し、莒・東莞・姑幕の3県を管轄した。南朝斉のとき、南東莞郡は東莞・莒・姑幕の3県を管轄した。